# Учжун
Учжун (кит. спр. 吴忠市, піньїнь: Wúzhōng Shì) — місто-округ в китайській автономії Нінся. 

## Географія
Учжун розташовується у центрі провінції, в горах Алашань.

### Клімат
Місто знаходиться у зоні, котра характеризується кліматом тропічних степів. Найтепліший місяць — липень із середньою температурою 22.2 °C (72 °F). Найхолодніший місяць — січень, із середньою температурою -8.9 °С (16 °F).
| Клімат Учжуна           | Клімат Учжуна | Клімат Учжуна | Клімат Учжуна | Клімат Учжуна | Клімат Учжуна | Клімат Учжуна | Клімат Учжуна | Клімат Учжуна | Клімат Учжуна | Клімат Учжуна | Клімат Учжуна | Клімат Учжуна | Клімат Учжуна |
| Показник                | Січ.          | Лют.          | Бер.          | Квіт.         | Трав.         | Черв.         | Лип.          | Серп.         | Вер.          | Жовт.         | Лист.         | Груд.         | Рік           |
| Абсолютний максимум, °C | 8             | 17            | 23            | 28            | 32            | 35            | 36            | 35            | 31            | 27            | 20            | 17            | 36            |
| Середній максимум, °C   | −1            | 4             | 11            | 17            | 22            | 27            | 29            | 27            | 22            | 16            | 7             | 1             | 15            |
| Середня температура, °C | −8            | −4            | 3             | 9             | 14            | 19            | 22            | 20            | 14            | 8             | 0             | −6            | 7             |
| Середній мінімум, °C    | −16           | −12           | −5            | 1             | 7             | 12            | 15            | 13            | 7             | 0             | −7            | −13           | 0             |
| Абсолютний мінімум, °C  | −30           | −27           | −21           | −12           | −2            | 2             | 7             | 1             | −6            | −10           | −17           | −27           | −30           |
| Вологість повітря, %    | 45            | 42            | 40            | 40            | 43            | 43            | 58            | 65            | 61            | 58            | 55            | 55            | 50            |
| ----------------------- | ------------- | ------------- | ------------- | ------------- | ------------- | ------------- | ------------- | ------------- | ------------- | ------------- | ------------- | ------------- | ------------- |
| Джерело: Weatherbase    |               |               |               |               |               |               |               |               |               |               |               |               |               |